# Deformidade em botoeira
Deformidade em botoeira é uma posição deformada do dedo com alterações articulares características. É geralmente causada por lesões ou condições inflamatórias como a artrite reumatóide.
Há hiperflexão da articulação interfalangeana proximal e hiperextensão da articulação interfalangeana distal.
Essa deformidade de flexão da articulação interfalangeana proximal é devida à interrupção da bandeleta central do tendão extensor de maneira que a bandeleta lateral separe e a cabeça da falange proximal sai através do orifício, como um buraco de botão (por isso o nome, do francês boutonnière). 